# Acholi (Sprache)
Acholi ist eine der Luo-Sprachen, die zu den westnilotischen Sprachen gehören, welche wiederum Teil der nilosaharanischen Sprachfamilie sind. Sie wird von ca. 792.000 Menschen gesprochen, vor allem in Uganda (im Acholiland) sowie im Magwi County im Südsudan.
Teilweise auf Acholi schrieb z. B. der ugandische Dichter Okot p’Bitek (siehe auch Lawinos Lied).